# Vrstni motor
Vrstni motor je konfugiracija batnih motorjev na notranje zgorevanjem pri katerem so valji nameščen v ravni vrsti. 4-valjni vrstni motor je najbolj pogosto uporabljena konfiguracija na avtomobilskih motorjih. Uporabljajo se tudi v avtobusih, kombijih, tovornjakih, ladjah in redko na letalih. Vrstni motor je lažji za izdelavo kot npr. V-motor ali pa protibatni motor, ker se lahko blok motorja naredi iz enega kosa in je potrebna samo ena odmična gred. Hlajenje vrstnih motorjev je skoraj vedno tekočinsko (vodno).
Proizvajalci Acura, Audi, Mercedes-Benz, Toyota, Volkswagen in Volvo proizvajajo tudi 5-valjne vrstne motorje. Obstajajo tudi 3-valjni vrstni motorji. 6-valjne vrstne motorje so večinoma zamenjali 6-valjni V-motorji.
Ladijski dvotaktni dizelski motor Wartsila RTA-96C ima 14 valjev v vrsti in razvija 108000 KM.